# Венецианский гипюр

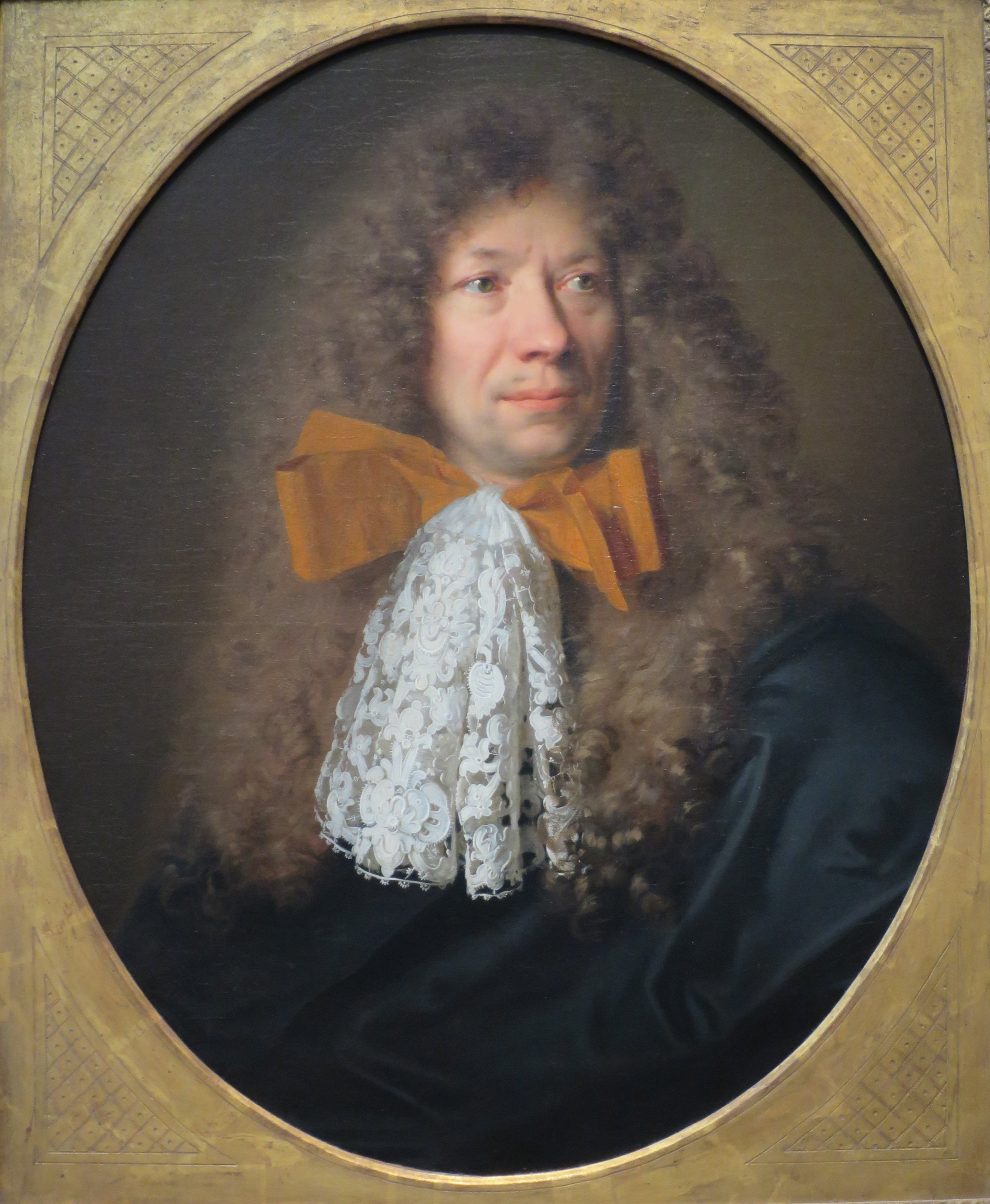
Галстук из Гро-Пойнт-де-Вениз, середина XVII века.

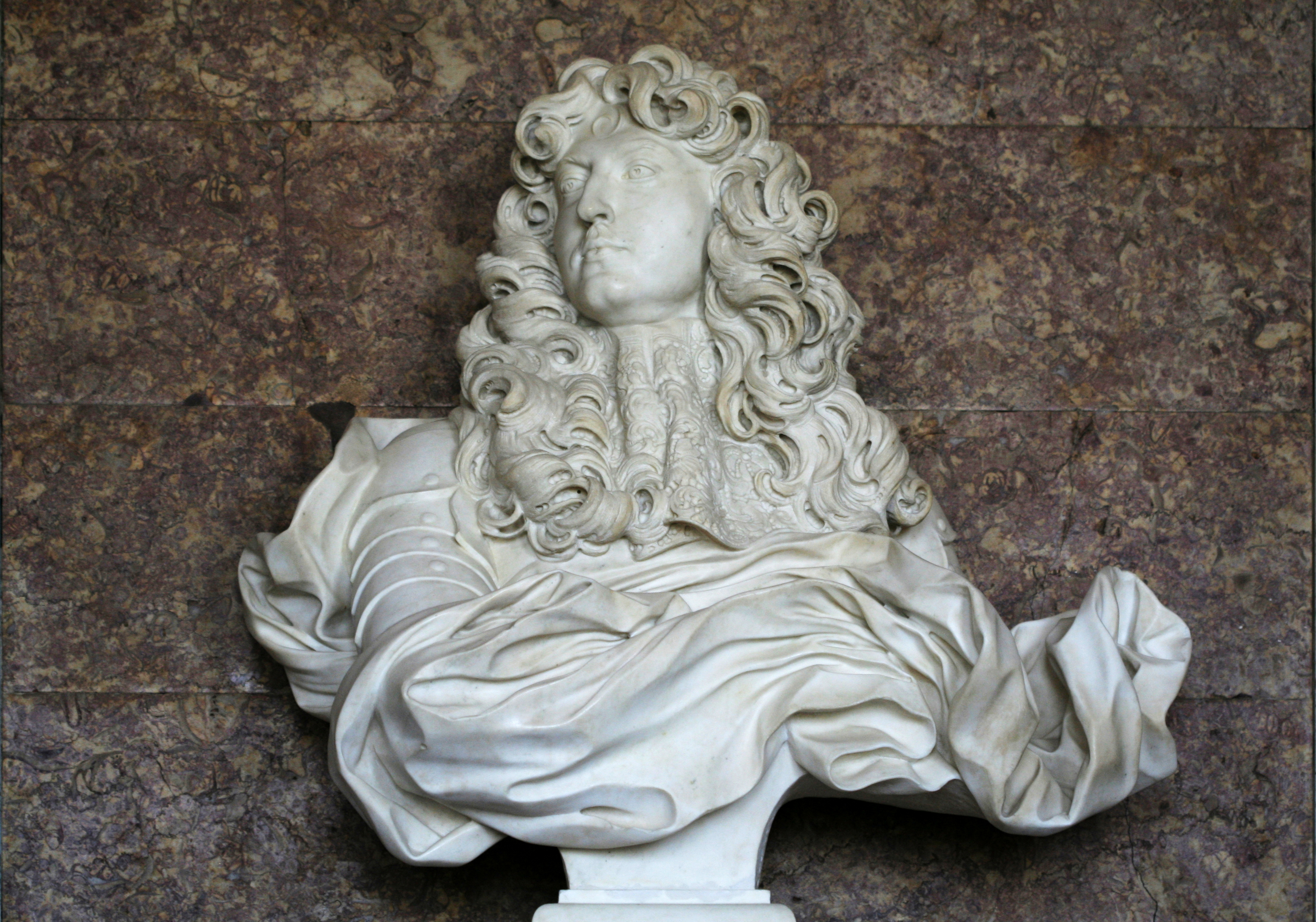
Людовик XIV с галстуком

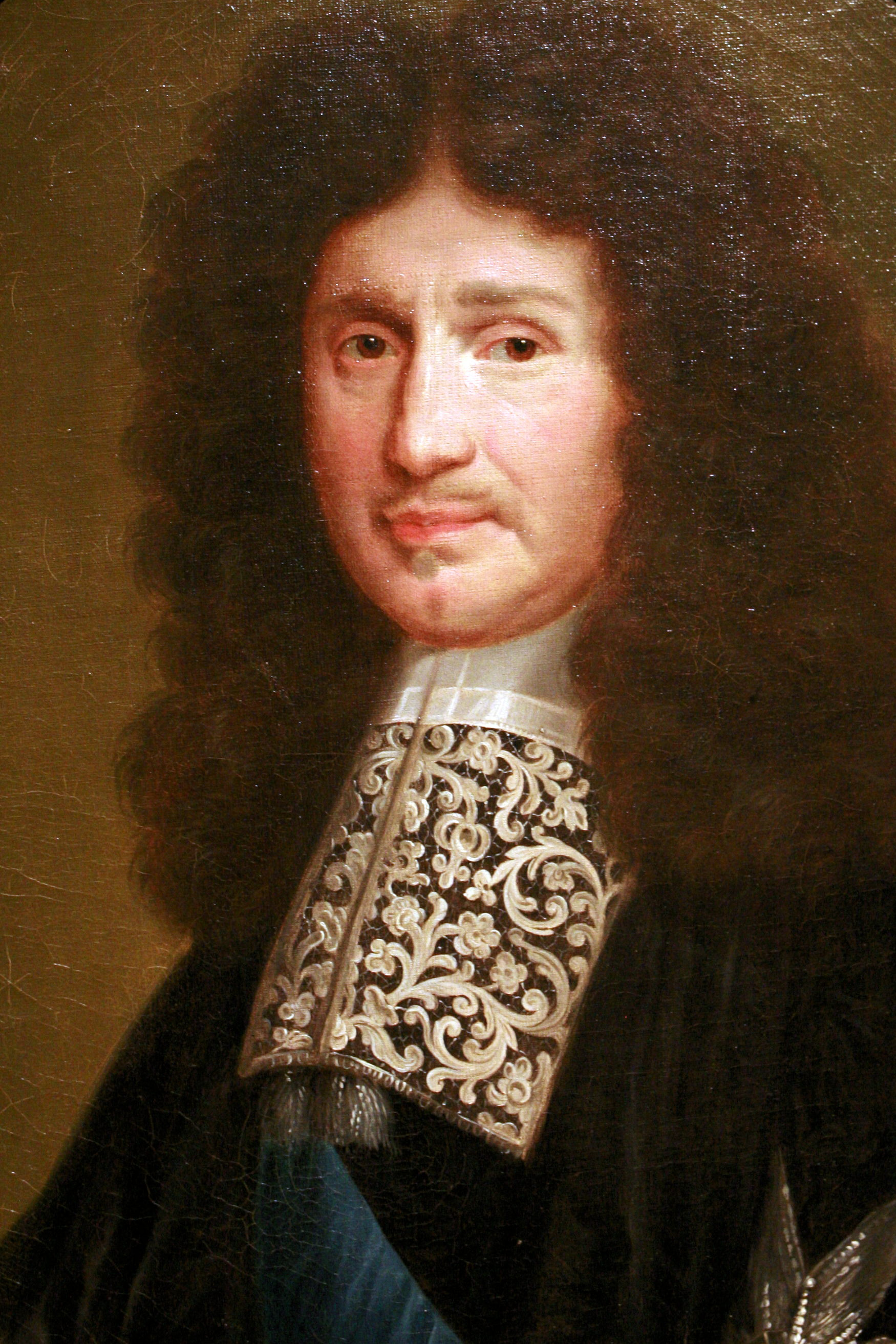
Куртка в более тонком варианте, предшественница Пуэн-де-Франс.

Венецианское кружево (венецианский гипюр) Гро-Пойнт-де-Вениз Gros Point de Venise — тяжёлое шитое кружево с высоким рельефом; вид игольного кружева, названный в честь Венеции.
Gros Point — самое известное из венецианских кружев.
Point de Venise является предшественником целой серии французских кружев.
Point de Venise — это венецианское игольчатое кружево XVII века, для которого характерны закрученные цветочные узоры с дополнительными рельефными цветочными мотивами (в отличие от геометрических узоров более ранней ретичеллы).
К середине XVII века оно обогнало фламандское кружево по популярности, как самый желанный тип кружева в европейской моде.
Основными материалами являлись льняная, шелковая или хлопковая нити.
Начиная с 1620 года, оно стало разделяться на венецианское рельефное кружево (которое стало известно под французским термином «gros point de Venise») и венецианское плоское кружево (по-французски «point plat de Venise»). Первое (теперь известное на английском языке как «Венецианский Грос-Пойнт») характеризуется выпуклым узором, созданным с помощью кордонета, обработанного петлями, так что кривые достигли повышенного качества, подобного рельефной резьбе.

## История
Этот вид кружева является одним из старейших предшественников игольчатого кружева, изобретенный в Италии.
Существует версия, что итальянцы узнали истоки принципов плетения от сарацин, которые селились здесь ещё с IX века. Исследователями выдвинута гипотеза о возможном индокитайском влиянии на декоративно-прикладное искусство Венеции: торговые отношения венецианцев с этим регионом известны с 1390 года.
Первоначально шитое кружево использовали для украшения предметов церковного назначения.
Узоры итальянского кружева авторства Винчиоло, Вечеллио, Изабеллы Парасоль пользовались общеевропейской известностью. Первоначально опубликованные в Венеции, книги узоров многократно переиздавались во Франции, Германии, Бельгии, Англии.
Первое документальное упоминание о кружеве находится в описи Сфорца от 1493 года. В данный период Светлейшая Республика Венеция была центром моды для королевских дворов Европы и России.
Хотя кружево родом из Италии, оно стало популярным в Западной Европе XVII века. Из-за своего веса и плотного узора это кружево пользовалось особой популярностью у мужчин. В то время как другие более тонкие кружева носили летом, венецианский вариант был особенно популярен зимой.
Скульптурное венецианское кружево известно с 1620-х годов, к 1650-м годам оно достигает пика популярности, который длился до 1670-х годов. Однако производства этого сорта кружева продолжалось и позднее. Имеются образцы и XIX-начала XX века.

### Французский галстук
Это кружево почти исключительно производилось для ношения «галстучного платка», но есть изделия, сделанные в виде метрового кружева. Основная часть квадратного галстука состоит из кружева, лишь небольшая часть вокруг шеи состоит из тонкого белого льна. Так что в этих дорогих вещах было больше кружева, чем льна. При французском дворе под подбородком также завязывался красный бант, часто заканчивавшийся крупным бриллиантом.
При дворе Людовика XIV это кружево носила высшая знать. Производство было довольно большим, пока король не стимулировал производство французского игольчатого кружева. Так появились знаменитые  аласонские кружева« Пойнт-де-Франс » и «Пойнт-де-Седан», гораздо более изящные в исполнении.
Итальянские технологии импортируются во Францию несколькими мануфактурами, что увеличивает конкуренцию. Эти французские игольчатые кружева оставались в моде до тех пор, пока тюлевые кружева не вытеснили игольчатые шнурки из моды в XVIII веке. Таким образом, XIX век — это конец аутентичного Гро-Пойнт-де-Вениз.
Кружево описывается как асимметричный и богато украшенный листьями аканта и крупными цветами, выполненными в стиле барокко. Копии XIX-го века основаны на старых образцах и часто менее творчески проработаны.

## Современность
В настоящее время производится только машинным способом.
Во Франции были сделаны имитации по старым образцам, называемые «Point de Colbert».

## Техника
Это игольное кружево — одно из немногих, выполненных рельефно, что отчасти объясняет его вес.
Узор сначала рисовался, а затем вышивался слоями. Всегда использовалась белая пряжа, иногда наполнение выполнялось конским волосом. Между узорами вышивали декоративные стежки и укреплялся жемчуг.

## Экспонирование
Старые копии пользуются большим спросом у коллекционеров и музеев. Известно несколько экземпляров XVII века, большинство из них находится в музейных коллекциях.